# Yumemiru Danshi wa Genjitsushugisha
Yumemiru Danshi wa Genjitsushugisha (Nhật: 夢見る男子は現実主義者 dịch: Chàng trai mơ mộng là người theo chủ nghĩa hiện thực) là một bộ light novel hài lãng mạn của Nhật Bản, được sáng tác bởi Okemaru và vẽ minh họa bởi Saba Mizore. Bộ truyện đã được đăng trực tuyến vào tháng 12 năm 2018 trên trang web Shōsetsuka ni Narō. Nó đã được Hobby Japan mua lại và xuất bản tập light novel đầu tiên vào tháng 6 năm 2020 dưới ấn hiệu HJ Bunko. Phiên bản chuyển thể manga do Popuri Yoshikita vẽ minh họa đã được đăng trực tuyến trên trang web Shōnen Ace Plus của Kadokawa Shoten từ tháng 3 năm 2021 đến tháng 3 năm 2024. Phiên bản chuyển thể anime đã được sản xuất bởi Studio Gokumi và AXsiZ đã phát sóng từ tháng 7 đến tháng 9 năm 2023.

## Nội dung
Wataru Sajō liên tục bị Aika Natsukawa, một cô gái xinh đẹp trong lớp từ chối tình cảm. Sau khi anh bị một quả bóng đập vào người, anh đột nhiên thay đổi tính cách, nghĩ rằng anh không xứng đáng với cô và dần xa lánh cô. Tuy nhiên, Aika đã nhầm tưởng rằng bây giờ anh không còn thích cô, và cô bắt đầu xây dựng mối quan hệ với anh. Đây là khởi đầu của một câu chuyện lãng mạn khi hai người bạn cùng lớp cố gắng bày tỏ tình cảm của mình, đặc biệt là khi những cô gái khác bắt đầu để ý đến Wataru.

## Nhân vật

### Nhân vật chính
Wataru Sajō (佐城 渉 Sajō Wataru)
Lồng tiếng bởi: Naoya Miyase
Nhân vật chính của câu chuyện. Anh say đắm bạn học cùng lớp là Aika Natsukawa. Sau khi anh bị một quả bóng bay trúng người, anh đã thay đổi tính cách và cố gắng tránh xa cô. Trong kỳ nghỉ hè, anh bắt đầu công việc bán thời gian tại một cửa hàng sách.
Aika Natsukawa (夏川 愛華 Natsukawa Aika)
Lồng tiếng bởi: Akiho Suzumoto
Nữ chính của câu chuyện, là một cô gái xinh đẹp trong lớp. Cô học cùng trường với Wataru và từ chối lời tỏ tình của anh. Cô cảm thấy bối rối trước sự thay đổi tính cách đột ngột của Wataru.
Kei Ashida (芦田 圭 Ashida Kei)
Lồng tiếng bởi: Yumiri Hanamori
Bạn thân nhất của Aika. Cô là một cô gái vui vẻ, lạc quan. Cô tham gia Câu lạc bộ Bóng chuyền.
Kaede Sajō (佐城 楓 Sajō Kaede)
Lồng tiếng bởi: Mikako Komatsu
Chị của Wataru. Cô là Phó chủ tịch Hội học sinh ở Trường Trung học Kōetsu.
Rin Shinomiya (四ノ宮 凛 Shinomiya Rin)
Lồng tiếng bởi: Kaori Ishihara
Bạn thân nhất của Kaede. Cô là người điềm tĩnh và là Chủ tịch Ủy ban Đạo đức Công cộng của Trường Trung học Kōetsu.
Mina Ichinose (一ノ瀬 深那 Ichinose Mina)
Lồng tiếng bởi: Iori Saeki
Bạn cùng lớp và là đàn em của Wataru ở cửa hàng sách. Cô là một người đam mê văn học, có tính cách trầm tính. Cô đã nảy sinh tình cảm với Wataru.
Fuka Sasaki (笹木 風香 Sasaki Fūka)
Lồng tiếng bởi: Minami Kurisaka
Một cô gái học Trung học cơ sở đã gặp Wataru sau một sự cố bất ngờ. Cô cũng có tình cảm với Wataru, nhưng anh không hề biết.

### Nhân vật phụ
Rena Aizawa (藍沢レナ Aizawa Rena)
Lồng tiếng bởi: Sara Matsumoto
Một cô gái dễ thương tiếp cận Wataru vì ý đồ thầm kín.
Yuyu Inatomi (稲富ゆゆ Inatomi Yuyu)
Lồng tiếng bởi: Yukari Anzai
Một thành viên dễ thương của Ủy ban Đạo đức Công cộng của Trường Trung học Kōetsu.
Takurō Yamazaki (山崎拓郎 Yamazaki Takurō)
Lồng tiếng bởi: Kenta Hosoda
Bạn cùng lớp của Wataru và Aika, và là thành viên Câu lạc bộ Bóng rổ.
Kazuki Arimura (有村和樹 Arimura Kazuki)
Lồng tiếng bởi: Kanda Yu
Bạn trai cũ của Rena và là học sinh lớp 2-B.
Megumi Otsuki (大槻めぐみ Ōtsuki Megumi)
Lồng tiếng bởi: Seira Ryū
Giáo viên chủ nhiệm của lớp 1-C (lớp của Wataru và Aika).
Hayato Yūki (結城颯斗 Yūki Hayato)
Lồng tiếng bởi: Toshiyuki Someya
Chủ tịch Hội học sinh ở Trường Trung học Kōetsu và là thành viên của K4.
Renji Hanawa (花輪蓮二 Hanawa Renji)
Lồng tiếng bởi: Daishi Kajita
Thành viên Hội học sinh và là thành viên của K4.
Takuto Kai (甲斐拓人 Kai Takuto)
Lồng tiếng bởi: Arai Kōki
Thành viên Hội học sinh và là thành viên của K4.
Takaaki Sasaki (佐々木貴明 Sasaki Takaaki)
Lồng tiếng bởi: Genki Muro
Bạn cùng lớp của Wataru và là thành viên của Câu lạc bộ Bóng đá ở Trường Trung học Kōetsu. Anh có một cô em gái tên là Yuki.
Airi Natsukawa (夏川愛莉 Natsukawa Airi)
Lồng tiếng bởi: Anzu Haruno
Em gái yêu quý của Aika.
Nonoka Shirai (白井乃々香 Shirai Nonoka)
Lồng tiếng bởi: Hikari Sonya
Bạn cùng lớp và bạn của Aika và Mina. Cô ấy thích Takaaki.
Aoi Okamoto (岡本葵 Okamoto Aoi)
Lồng tiếng bởi: Okamura Haruka
Bạn cùng lớp và bạn của Aika và Mina. Cô ấy cũng thích Takaaki.
Seina Ihoshi (飯星聖奈 Iihoshi Seina)
Lồng tiếng bởi: Keiwa Onishi
Lớp trưởng của lớp 1-C.
Yuki Sasaki (佐々木有希 Sasaki Yuki)
Lồng tiếng bởi: Hitomi Sasaki
Em gái của Takaaki và là học sinh Trung học.
Arisa Koga (古賀亜里沙 Koga Arisa)
Lồng tiếng bởi: Ayumi Mano
Bạn cùng lớp của Wataru và Aika, nổi tiếng vì thái độ và lời nói cay nghiệt.
Ayano Mita (三田綾乃 Mita Ayano)
Lồng tiếng bởi: Yūko Okui
Bạn thời thơ ấu của Yuyu và là thành viên của Ủy ban Đạo đức Công cộng của Trường Trung học Kōetsu.
Marika Shinonome-Claudine (東雲クロディーヌ茉莉花 Shinonome-Claudine Marika)
Lồng tiếng bởi: Karin Nanami
Nữ sinh mang trong mình hai dòng máu Nhật Bản và Pháp, là hôn thê của Hayato.
Hiyori Sonoda (園田ひより Sonoda Hiyori)
Lồng tiếng bởi: Takagishi Miria
Một trong những người bạn của Marika.
Kaoruko Isogawa (五十川薫子 Isogawa Kaoruko)
Lồng tiếng bởi: Hikari Sonoyama
Một trong những người bạn của Marika, cô được Wataru gọi là "Sổ tay Học sinh Di động".
Store Manager (店長 Tenchō)
Lồng tiếng bởi: Susumu Akagi
Chủ cửa hàng sách, nơi Wataru và Mina làm việc bán thời gian.
Yū Ichinose (一瀬優 Ichinose Yū)
Lồng tiếng bởi: Masayuki Akasaka
Anh trai của Mina và là thành viên của Ủy ban Đạo đức Công cộng.
Hiroto Tabata (田端博人 Tabata Hiroto)
Lồng tiếng bởi: Tetsushi Niwa
Một trong những bạn cùng lớp của Wataru nhưng không tham gia bất kỳ câu lạc bộ hay cộng đồng nào.
Yuri Hanaoka (花岡由梨 Hanaoka Yuri)
Lồng tiếng bởi: Emiri Iwai
Bạn gái của Yū và là thành viên Ủy ban Đạo đức Công cộng.
Vợ của Chủ cửa hàng (奥さん Oku-san)
Lồng tiếng bởi: Shinobu Sato
Vợ của chủ cửa hàng. Cô là người phụ nữ biết quan tâm đến người khác, đặc biệt là nhân viên và khách hàng của chồng cô ấy.

## Truyền thông

### Light novel
Được viết bởi Okemaru, Yumemiru Danshi wa Genjitsushugisha bắt đầu được đăng tải dưới dạng tiểu thuyết web trên trang web Shōsetsuka ni Narō vào ngày 7 tháng 12 năm 2018. Sau đó, Hobby Japan đã mua lại và phát hành dưới ấn hiệu light novel HJ Bunko, được vẽ minh họa bởi Saba Mizore, vào ngày 1 tháng 6 năm 2020. Đã có tám tập được xuất bản tính đến tháng 4 năm 2023. Phiên bản tiếng Anh được xuất bản bởi Monogatari Novels.
| # | Ngày phát hành           | ISBN              |
| - | ------------------------ | ----------------- |
| 1 | Ngày 1 tháng 6 năm 2020  | 978-4-79-862206-4 |
| 2 | Ngày 1 tháng 9 năm 2020  | 978-4-79-862289-7 |
| 3 | Ngày 1 tháng 12 năm 2020 | 978-4-79-862368-9 |
| 4 | Ngày 1 tháng 5 năm 2021  | 978-4-79-862490-7 |
| 5 | Ngày 1 tháng 10 năm 2021 | 978-4-79-862622-2 |
| 6 | Ngày 1 tháng 3 năm 2022  | 978-4-79-862755-7 |
| 7 | Ngày 1 tháng 8 năm 2022  | 978-4-79-862891-2 |
| 8 | Ngày 1 tháng 4 năm 2023  | 978-4-79-863144-8 |

### Manga
Phiên bản chuyển thể manga do Popuri Yoshikita vẽ minh họa đã được đăng trực tuyến trên trang web manga Shōnen Ace Plus của Kadokawa Shoten từ ngày 26 tháng 3 năm 2021 đến ngày 18 tháng 3 năm 2024. Từ ngày 25 tháng 9 năm 2021 đến ngày 26 tháng 3 năm 2024, đã có năm tập được phát hành.
| # | Ngày phát hành            | ISBN              |
| - | ------------------------- | ----------------- |
| 1 | Ngày 25 tháng 9 năm 2021  | 978-4-04-111932-7 |
| 2 | Ngày 25 tháng 3 năm 2022  | 978-4-04-112392-8 |
| 3 | Ngày 25 tháng 11 năm 2022 | 978-4-04-112968-5 |
| 4 | Ngày 26 tháng 6 năm 2023  | 978-4-04-113821-2 |
| 5 | Ngày 26 tháng 3 năm 2024  | 978-4-04-114663-7 |

### Anime
Phiên bản chuyển thể anime đã được công bố vào ngày 18 tháng 11 năm 2022. Nó được sản xuất bởi Studio Gokumi và AXsiZ, được đạo diễn bởi Kazuomi Koga, với Michiko Yokote viết kịch bản, Masaru Koseki thiết kế nhân vật, và Ryōhei Sataka sáng tác nhạc. Bộ phim được phát sóng từ ngày 4 tháng 7 đến ngày 19 tháng 9 năm 2023 trên kênh TV Tokyo và các mạng truyền hình, các nền tảng phát sóng khác, bao gồm ABEMA. Bài hát ở phần mở đầu là "Paraglider", được trình bày bởi Kaori Ishihara, bài hát kết thúc là "Yume wa Mijikashi Koiseyo Otome" (夢は短し恋せよ乙女 "GIẤC MƠ chỉ là phù du, hãy YÊU đi các cô gái!"), được trình bày bởi Akiho Suzumoto. Sentai Filmworks đã chính thức phát hành bộ anime này và nó hiện đang được phát trực tuyến trên Hidive. Medialink hiện đã phát hành bộ anime này tại khu vực Nam Á, Đông Nam Á và Châu Đại Dương (trừ Úc và New Zealand) và sẽ được phát trực tuyến trên kênh YouTube của Ani-One Asia.

#### Danh sách tập phim
| TT. | Tiêu đề | Đạo diễn         | Biên kịch      | Kịch bản phân cảnh             | Ngày phát hành gốc  |
| --- | --- | ---------------- | -------------- | ------------------------------ | ------------------- |
| 1   | "I Like You. Please Go Out With Me" Chuyển ngữ: "Suki da. Tsukiattekure" (tiếng Nhật: 好きだ。付き合ってくれ) | Kazuomi Koga     | Michiko Yokote | Kazuomi Koga                   | 4 tháng 7 năm 2023  |
| 2   | "For You. It's a Spare Triangle Chocolate Pie" Chuyển ngữ: "Dōzo. Supea no Sankaku Choko Pai Desu" (tiếng Nhật: どうぞ。スペアの三角チョコパイです) | Hodaka Kuramoto  | Michiko Yokote | Hodaka Kuramoto                | 11 tháng 7 năm 2023 |
| 3   | "Could You Not Call the Summer Uniform, Scanty Clothing?" Chuyển ngữ: "Natsufuku o Usugi tte Iu no Yamete Kunnai?" (tiếng Nhật: 夏服を薄着って言うのやめてくんない？) | Masateru Nomi    | Saori Kanaya   | Hiroyuki Shimazu               | 18 tháng 7 năm 2023 |
| 4   | "Dark Brown? That Kind of Has a Cool Ring to It" Chuyển ngữ: "Dāku Buraun? Nanka Kakkoii Hibiki da na" (tiếng Nhật: ダークブラウン？なんかカッコ良い響きだな) | Tatsuya Fujinaka | Saori Kanaya   | Tatsuya Fujinaka               | 25 tháng 7 năm 2023 |
| 5   | "Should We Open It? Should We Open It? Should We Look Inside?" Chuyển ngữ: "Akechau? Akechau? Naka Michau?" (tiếng Nhật: 開けちゃう？開けちゃう？中見ちゃう？) | Sumito Sasaki    | Michiko Yokote | Hiroyuki Shimazu               | 1 tháng 8 năm 2023  |
| 6   | "End of First Trimester Commemoration Parfait!" Chuyển ngữ: "Ichigakki Shūryō Kinen Pafe!" (tiếng Nhật: 一学期終了記念パフェ！) | Hodaka Kuramoto  | Michiko Yokote | Shinji Tanabe                  | 8 tháng 8 năm 2023  |
| 7   | "You Know, Female College Students Are Seriously Amazing" Chuyển ngữ: "Joshi Daisei tte, Maji Sugee" (tiếng Nhật: 女子大生って、マジすげぇ) | Sumito Sasaki    | Saori Kanaya   | Tsubasa Kurashina Kazuomi Koga | 15 tháng 8 năm 2023 |
| 8   | "Aren't You Way Too Guilty?" Chuyển ngữ: "Giruti Suginai?" (tiếng Nhật: ギルティすぎない？) | Masateru Nomi    | Saori Kanaya   | Hiroyuki Ōshima                | 22 tháng 8 năm 2023 |
| 9   | "Coffee. With a Ratio to Milk About 8 to 2. Sugar 1 Teaspoon, Caramel Powder Too, Please" Chuyển ngữ: "Kōhī. Hachi : Tai Ni Kurai de Miruku ne. Satō Kosaji Ichi, Kyarameru Paudā mo Yoroshiku" (tiếng Nhật: コーヒー。８：２くらいでミルクね。砂糖小さじ１、キャラメルパウダーも宜しく) | Tatsuya Fujinaka | Saori Kanaya   | Tatsuya Fujinaka               | 29 tháng 8 năm 2023 |
| 10  | "Your Leg's Already at T-Minus 5 Seconds Before Blastoff!" Chuyển ngữ: "Ashi ga Mō Hassha Go-byō Mae da kara" (tiếng Nhật: 足がもう発射５秒前だから) | Sumito Sasaki    | Michiko Yokote | Hiroyuki Shimazu               | 5 tháng 9 năm 2023  |
| 11  | "You Smell Like Sweat... You Must've Worked Hard" Chuyển ngữ: "Ase no Nioi ga Suru......Ippai Hataraita nda" (tiếng Nhật: 汗のにおいがする……いっぱい働いたんだ) | Hodaka Kuramoto  | Michiko Yokote | Hiroyuki Ōshima                | 12 tháng 9 năm 2023 |
| 12  | "Because, You Are Where I Belong!" Chuyển ngữ: "Datte, Anta wa Watashi no Ibasho nan Dakara" (tiếng Nhật: だって、アンタは私の居場所なんだから) | Kazuomi Koga     | Michiko Yokote | Kazuomi Koga                   | 19 tháng 9 năm 2023 |